# Ernesto Claudio
Ernesto Claudio (Buenos Aires, 6 de agosto de 1954) es un actor, dramaturgo y director argentino.

## Trabajos
Teatro:
- El cazador y el buen nazi (Actor)
- Acerca de los espectros. Eurípides: Medea (Supervisor)
- Exceso de amor (Fotógrafo, Director de arte, Director)
- El deseo del otro (Actor)
- Pájaro de barro (Actor)
- Debida obediencia (Actor)
- Toc Toc (Actor)
- Toc toc! (Actor)
- Añicos (Actor)
- Miembro del Jurado (Actor)
- El amante (Actor)
- Las descentradas (Actor)
- El descenso del Monte Morgan (Actor)
- Los últimos días de Emmanuel Kant contados por E.T.A Hoffmann (Actor)
- Días eternos (Actor)
- Galileo Galilei (Intérprete)
- Un guapo del 900 (Intérprete)
- Mil años, un día (Intérprete)
- Trescientas millones (Intérprete)
- Noche de Reyes (Intérprete)
- Memorial del cordero asesinado (Intérprete)
- Los casos de Juan (Intérprete)
- El herrero y el diablo (Intérprete)
- Pericones (Intérprete)
- Haciendo tiempo (Intérprete)
- La vuelta al mundo (Actor)
- Jamel (Actor)
- Cita a ciegas (Actor)
- La Señorita de Tacna (Actor)
- La forma que se despliega (Actor)
- Viaje a la penumbra (Actor)

### Televisión
| Año  | Título                                  | Rol / Personaje                                  | Canal      |
| ---- | --------------------------------------- | ------------------------------------------------ | ---------- |
| 1994 | Montaña rusa                            | Andrés                                           | Canal 13   |
| 1996 | El último verano                        |                                                  | Canal 13   |
| 1997 | De corazón                              |                                                  | Canal 13   |
| 1998 | Chiquititas                             | Don Yiyo                                         | Telefe     |
| 1999 | Campeones de la vida                    | Aroldi                                           | Canal 13   |
| 2000 | Ilusiones compartidas                   | Silvio                                           | Canal 13   |
| 2000 | Susana Giménez (programa de televisión) | Padre de La Yenifer                              | Telefe     |
| 2001 | Tiempo final                            | Omar (Ep: Barrabravas)                           | Telefe     |
| 2001 | Culpables                               | Médico                                           | Canal 13   |
| 2002 | 099 Central                             | Gutierrez                                        | Canal 13   |
| 2002 | Los simuladores                         | Hernán (Ep: El testigo español)                  | Telefe     |
| 2003 | Soy gitano                              | Enzo                                             | Canal 13   |
| 2004 | Padre Coraje                            | Padre Justino                                    | Canal 13   |
| 2004 | La niñera                               | José María López Lynch (Ep: Un cacho de cultura) | Telefe     |
| 2004 | Epitafios                               | Carlos                                           | HBO        |
| 2005 | Amor mío                                | Donado                                           | Telefe     |
| 2006 | Chiquititas sin fin                     | Víctor Garcés                                    | Telefe     |
| 2007 | El hombre que volvió de la muerte       | Doctor Carballo                                  | Canal 13   |
| 2008 | Mujeres asesinas                        | Don Carlos (Ep: Marga, víctima)                  | Canal 13   |
| 2008 | Por amor a vos                          | Carlos Furnatti                                  | Canal 13   |
| 2008 | Socias                                  | Dr. Herrero                                      | Canal 13   |
| 2008 | Aquí no hay quien viva                  | Raúl (Ep: El sentido del rumor)                  | Telefe     |
| 2008 | B&B                                     | Dalmiro Albarracín                               |            |
| 2009 | Champs 12                               | Ricardo Pacheco Melo                             | América TV |
| 2009 | Enseñame a vivir                        | Nicolino                                         | Canal 13   |
| 2009 | Epitafios                               | Carlos                                           | HBO        |
| 2009 | Impostores                              | Diputado Agostini                                | FX         |
| 2010 | Niní                                    | Dt. Bartoli                                      | Telefe     |
| 2010 | Terra ribelle                           | Ottavio Dourant                                  | Rai Uno    |
| 2011 | Adictos                                 | Ricardo                                          | Canal 10   |
| 2013 | Historias de corazón                    | Rodrigo (Ep: Mi cuerpo, mi vida)                 | Telefe     |
| 2013 | Las huellas del secretario              | Filimer                                          | TV Pública |
| 2015 | Milagros en campaña                     | Diego Carreño                                    | El Nueve   |
| 2021 | Naturaleza muerta                       | Álvaro Soria                                     | Space      |
| 2022 | El marginal                             | Daniel Castro                                    | Netflix    |
| 2022 | El secreto de la familia Greco          | Balbuena                                         | Netflix    |

### Cine
| Año  | Título                              | Rol / Personaje            | Dirección                      | Notas         |
| ---- | ----------------------------------- | -------------------------- | ------------------------------ | ------------- |
| 1987 | Las esclavas                        | Jaime                      | Carlos Borcosque               | Debut en cine |
| 1987 | Revancha de un amigo                |                            | Santiago Carlos Oves           |               |
| 1993 | Tango feroz: la leyenda de Tanguito | Freddy                     | Marcelo Piñeyro                |               |
| 1995 | Caballos salvajes                   | Editor                     | Marcelo Piñeyro                |               |
| 1995 | El largo viaje de Nahuel Pan        | Dr. Alberto Casal          | Jorge Zuhair Jury              |               |
| 1997 | Cenizas del paraíso                 | Martini                    | Marcelo Piñeyro                |               |
| 1999 | Acrobacias del corazón              | Juan                       | Teresa Costantini              |               |
| 2000 | Almejas y mejillones                | Quique                     | Marcos Carnevale               |               |
| 2002 | Herencia                            | Hombre Inmobiliaria        | Paula Hernández                |               |
| 2004 | Luna de Avellaneda                  | Eduardo                    | Juan José Campanella           |               |
| 2005 | Tiempo de valientes                 | Lomianto                   | Damián Szifron                 |               |
| 2005 | Nevar en Buenos Aires               | Liporace                   | Miguel Miño                    |               |
| 2007 | Yo soy sola                         | Padre de Marcos            | Tatiana Mereñuk                |               |
| 2010 | Carne de neón                       | Superior Santos            | María Eugenia Sueiro           |               |
| 2013 | Metegol                             | Cura                       | Juan José Campanella           | Voz           |
| 2016 | La última fiesta                    | Padre Droopy               | Leandro Mark y Nicolás Silbert |               |
| 2022 | El hombre inconcluso                | Alberto «El Alemán» Müller | Matías Bertilotti              |               |